# 汪希苓
汪希苓（1929年7月18日—），生於浙江杭州，中華民國海軍中將，曾任駐外武官。曾主管情報工作，任國防部軍事情報局中將局長。因涉入江南案，在美國壓力下，被判處無期徒刑。

## 生平
南開中學畢業，後考入海軍。1945年赴美國，接受海軍一年半訓練。曾任蔣中正官邸上校海軍武官侍衛官。
- 1965年擔任駐義大利副武官時，突破外交困境，向義大利民間船廠 ‘Cos.Mo.S. SpA, Livorno’，訂購兩艘排水量僅40噸的SX-404級微型潛艇，是中華民國第一次潛艦國造創始人，亦是台灣第一次建造船艦發起人。
- 1972年，出任駐美國副武官，遊說美國國會及政府官員，爭取到美國出售「海獅」、「海豹」兩艘柴電潛艦作為海軍反潛訓練之用。
- 1974年，任國家安全局副局長。
- 1979年，改任北美事務協調委員會顧問，負責北美地區情報資料收集工作。2月2日，蔣經國函電宋美齡女士：

「紐約辦事處昨有暴力恐嚇事件幸未發生任何損害已飭汪希苓同志再行檢討對大人寓邸之拱衛安全願上蒼默佑母親安吉遠離一切驚擾肅叩福安兒」

- 1980年回台，任國防部情報局少將副局長。
- 1983年，以海軍少將銜任國防部情報局局長。
- 1984年8月，批准陳虎門簽呈之「鋤奸計畫」，下令訓練並派遣竹聯幫幫主陳啟禮赴美暗殺美籍作家劉宜良[2][3]。
- 1985年1月10日，汪希苓因江南案被捕。1月12日，蔣經國總統函國防部長宋長志及參謀總長郝柏村：

「情報局局長汪希苓中將、副局長胡儀敏少將、副處長陳虎門上校等應予停職。汪員等是否涉及陳啟禮在美謀殺劉宜良一案，交軍法局撤查嚴辦。情報局局長職務，暫由國家安全局局長汪敬煦上將兼代。

- 軍法局判處汪希苓無期徒刑，但為了他特別設立環境良好的景美監獄別墅專區[4]，並有返家特權，復經兩次減刑，於1991年1月21日獲假釋出獄。